# Provincia marítima de Almería
La provincia marítima de Almería es una de las treinta provincias marítimas en que se divide el litoral español. Su matrícula es AM y comprende el área desde la playa de la Juana hasta la playa de los Tarais. 
Se divide en cuatro distritos marítimos e incluye la isla de Alborán:
- Adra (AM-1),  desde latitud 36º 45’ N y longitud 3º 07’.1 W (playa de la Juana) hasta latitud 36º 41’.9 N y longitud 2º 39’.4 (torre Cerrillos).
- Almería (AM-2),  desde latitud 36º 41’.9 N y longitud 2º 39’.4 W (torre Cerrillos) hasta latitud 36º 43’.4 N y longitud 2º 11’.5 W (cabo de Gata).
- Carboneras (AM-3),  desde latitud 36º 43’.4 N y longitud 2º 11’.5 W (cabo de Gata) hasta latitud 37º 02’.7 N y longitud 1º 51’.8 W (rambla de la Granatilla).
- Garrucha (AM-5), desde latitud 37º 02’.7 N y longitud 1º 51’.8 W (rambla de la Granatilla) hasta latitud 37º 22’.3 N y longitud 1º 38’.7 W (playa de los Tarais). Antiguamente pertenecía a la provincia marítima de Cartagena (CT-1).